# Рубен, Майе Нсуе Мангуэ
Майе Нсуе Мангуэ Рубен  (род. 24 января 1963 года, г. Мун-Экуак Монгомо (Mbon-Ekuak Mongomo), провинция Веле-Нзас (Wele Nzas) Экваториальной Гвинеи)  — Чрезвычайный и Полномочный Посол Экваториальной Гвинеи в Эфиопии. Выпускник Университета дружбы народов им. П. Лумумбы.

## Биография
Майе Нсуе Мангуэ Рубен родился в 1963 году в городе Мун-Экуак Монгомо (Mbon-Ekuak Mongomo), провинция Веле-Нзас (Wele Nzas) Экваториальной Гвинеи. Изучал французский язык в Национальном университете Бенина. В Москве окончил факультет экономики и права Университета дружбы народов им. Патриса Лумумбы. Получил звание магистра юридических наук. Продолжил образование в аспирантуре РУДН по специальности «международное право». В 1992 году защитил кандидатскую диссертацию.
По окончании учебы работал в Москве в разных организациях: генеральный секретарь Союза студентов из Экваториальной Гвинеи, выпускников вузов России и СССР. Секретарь зарубежной Христианской католической ассоциации (1987–1994); консультант по юридическим вопросам в посольстве Экваториальной Гвинеи (1989–1992); консультант по юридическим вопросам в компании «CARITAS INTERNATIONALIS»; сотрудник Международной католической миграционной комиссии в Москве и Женеве (1992–1994);  доцент кафедры международного права в Московском частном институте международного права (1992–1995);  директор Международного центра беженцев (1992–1994).
В 1994–1995 годах продолжил работу в Женеве — в департаменте ООН по защите прав человека с филиалами в Руанде и Кении (Кигали, Гитарама, Бутаре и Гиконгоро).
В 1995 году вернулся на родину. Работал в Экваториальной Гвинее советником по правам человека в министерстве иностранных дел (1995–1998); директор Института юриспруденции, пенитенциарного права и религии в Министерстве юстиции, адвокатом Конституционного суда Экваториальной Гвинеи (1996–1998).
В 1998 году был назначен министром юстиции и по делам религий Экваториальной Гвинеи. Работал на этой должности до 2005 года. В 1998 — 2005 годах руководил делегаций Экваториальной Гвинеи в Комиссии ООН по правам человека.
В 2007 году назначен Чрезвычайным и Полномочным Послом Экваториальной Гвинеи в Эфиопии и Постоянным представителем Экваториальной Гвинеи в Африканском союзе и Комиссии ООН по вопросам экономики в странах Африки в Аддис-Абебе, Эфиопия;
В свое время Нсуе Мангуэ Рубен основал отраслевую консалтинговую компанию «GULF OF GUINEA SOLUTIONS LTD», работал её директором. Был председателем Группы компаний GGSLTS и др.

## Семейное положение
Майе Нсуе Мангуэ Рубен женат. Жена — Petra Asue Ngua Nchama.